# 雛かっぱー
『雛かっぱー』（ひなかっぱー）は、1997年10月6日（5日深夜）から1999年9月27日（26日深夜）まで、テレビ朝日ほか一部系列局で放送された料理・バラエティ番組、雛形あきこの冠番組でもある。

## 概要
雛形あきこの冠番組であった前番組「カイカン雛スポ」から引き続き、料理をテーマとしてお届けする番組である。初期は料理専門だったが、ゲストの希望したものを何でも雛形、勝俣、ゲストの3人で手作りするDIY企画が主流となる。

## 出演
- 雛形あきこ
- 勝俣州和
- オセロ
  - 中島知子
  - 松嶋尚美
- VENUS

## ゲスト
- 第1回（1997年10月06日）：猿岩石
- 第2回（1997年10月13日）：
- 第3回（1997年10月20日）：
- 第4回（1997年10月27日）：
- 第5回（1997年11月03日）：
- 第6回（1997年11月10日）：
- 第7回（1997年11月17日）：
- 第8回（1997年11月24日）：
- 第9回（1997年12月01日）：大石恵

## エンディングテーマ
- chieri「TSUBASA」
- deeps「Maybe Love」

## スタッフ
- 構成：前田昌平、川野孝弘、まさを、良陽周
- カメラ：千葉明律
- ＶＥ：福重伸隆
- 音声：平川圭史
- 照明：眞柄貴光
- 編集：長谷川一彦、北村英人
- ＭＡ：内形卓矢
- 音効：片岡幸司
- ＴＫ：滝本優子
- 技術協力：池田屋、TAMCO、阿呍、TSP
- 美術協力：CAVIN
- 美術：サカネジュンイチ、安藤豪
- メイク：加納ひろみ
- 振り付け：めるも
- スタイリスト：早川和美、伊藤紫
- ディレクター：古賀謙一、島田勇夫（TIXﾖ）
- プロデューサー：瀬戸口修（テレビ朝日）、加藤和廣（TIXﾖ）、高橋紀成（シーアイエー）
- 制作：テレビ朝日、TIXﾖ

## 放送時間
どちらもテレビ朝日の時間帯とする（出典：）。
| 放送期間   | 放送期間   | 放送時間（日本時間）                 |
| ---------- | ---------- | ------------------------------------ |
| 1997.10.06 | 1999.03.29 | 月曜 00:00 - 00:30（30分、日曜深夜） |
| 1999.04.05 | 1999.09.27 | 月曜 00:30 - 01:00（30分、日曜深夜） |

## 放送局
- テレビ朝日（制作局）
- 北海道テレビ（途中打ち切り）：火曜 0:50 - 1:20（月曜深夜、1997年10月13日 - 10月28日） → 金曜 1:35 - 2:05（木曜深夜、1997年11月7日 - 1998年4月10日） → 金曜 1:20 - 1:50（木曜深夜、1998年4月17日 - 10月2日[注釈 2]）[4]